# Serrat del Pi (Folgueroles)
El Serrat del Pi és una serra situada entre els municipis de Folgueroles i de Sant Julià de Vilatorta a la comarca d'Osona, amb una elevació màxima de 786 metres.